# أبيل مورينو
أبيل مورينو (بالإسبانية: Abel Moreno)‏ هو لاعب كرة قدم إسباني في مركز الدفاع، ولد في 19 فبراير 1995 في المنزلة (إشبيلية) في إسبانيا. لعب مع نادي قرطبة.

## وصلات خارجية
- أبيل مورينو على موقع قاعدة بيانات كرة القدم.إي يو (الإنجليزية)
- أبيل مورينو على موقع Soccerway.com (الإنجليزية)
- أبيل مورينو على موقع AS.com (الإسبانية)